# Харрингтон, Джон Пибоди
Джон Пибоди Харрингтон, англ. John Peabody Harrington (1884, Массачусетс — 1961) — американский лингвист, этнолог, специалист по коренным народам Калифорнии.

## Биография
Харрингтон родился в Массачусетсе, однако ещё когда он был ребёнком, семья переехала в Калифорнию. В период 1902—1905 гг. Харрингтон изучал антропологию и классические языки в Стэнфордском университете. Посещая специальные занятия в Калифорнийском университете, он познакомился с антропологом А. Крёбером, и с тех пор увлёкся изучением индейских языков Северной Америки и этнографией.
Отказавшись от завершения докторантуры в Лейпцигском и Берлинском университетах, Харрингтон стал преподавателем языков в колледже. В течение трёх лет он посвящал своё свободное время изучению племени чумашей. Его крополтивая работа привлекла внимание специалистов Бюро американской этнологии при музее Смитсоновского института. Харрингтон получил должность постоянного полевого этнолога бюро с 1915 года и занимал её в течение следующих 40 лет, собирая и обрабатывая данные о коренных народах, в том числе таких, как чумаши, некоторые олонские племена (en:Mutsun, en:Rumsen, en:Chochenyo), кайова, чимарико, йокуты, габриэлиньо, салины, квечаны и мохаве. Среди его достижений — коллекция местных топонимов, тысячи фотографий, записи местных преданий.
Харрингтону единственному удалось сделать записи нескольких индейских языков, исчезнувших ещё при его жизни — таких, как северный обиспеньо (чумашского), китанемук и серрано. Он собрал более миллиона страниц фонетических записей речи на языках индейцев от Аляски до Южной Америки. Когда появилась звукозапись, он стал записывать речь индейцев на восковых цилиндрах, а затем на алюминиевых дисках. Его заслугой считается то, что он собрал первые звукозаписи индейской речи, ритуалов и песен, а также усовершенствовал систему записи фонетики отдельных языков.
Хорошее знание деталей, культурных традиций и лингвистики проявилось в одном из его немногих опубликованных трудов — хорошо иллюстрированой книге «Табак у индейцев племени карук в штате Калифорния» («Tobacco among the Karuk Indians of California»).
Харрингтон был женат на не менее известной исследовательнице индейских культур, Кэробет Лэрд (урождённой Такер) в 1916—1923 гг. В браке родилась одна дочь, Авона Харрингтон. О жизни в браке Кэробет оставила воспоминания под красноречивым заголовком «Встреча с гневным богом».